# Bupleurum
- Commons
- Wikispecies

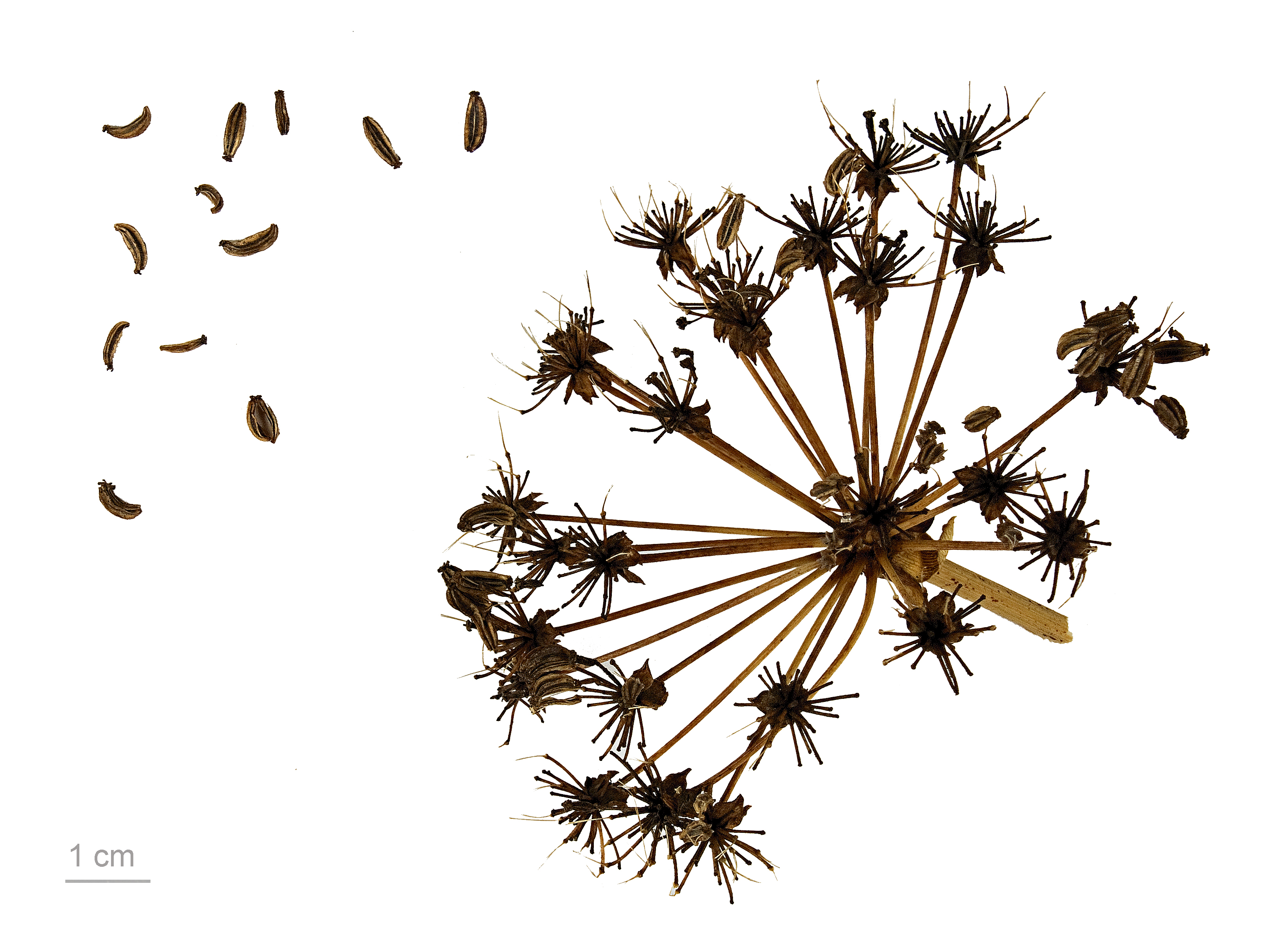
Bupleurum gibraltaicum
MHNT

Bupleurum L. é um género botânico pertencente à família Apiaceae.

## Sinonímia
- Buprestis Spreng.

## Espécies
| - Bupleurum affine Sadler - Bupleurum alpigenum Jord. & Fourr. - Bupleurum americanum Coult. & Rose - Bupleurum angulosum L. - Bupleurum baldense Turra - Bupleurum croceum Fenzl - Bupleurum dianthifolium Guss. - Bupleurum elatum Guss. - Bupleurum falcatum L. - Bupleurum fruticosum L. - Bupleurum gerardi All. - Bupleurum gibraltarium Lam. - Bupleurum lancifolium Hornem. | - Bupleurum longifolium L. - Bupleurum odontites L. - Bupleurum petraeum L. - Bupleurum praealtum L. - Bupleurum ranunculoides L. - Bupleurum rigidum L. - Bupleurum rotundifolium L. - Bupleurum semicompositum L. - Bupleurum spinosum Gouan - Bupleurum stellatum L. - Bupleurum subovatum Link ex Spreng. - Bupleurum tenuissimum L. - Bupleurum virgatum Cav. |

- «Lista completa»

## Classificação do gênero
| Sistema | Classificação                    | Referência               |
| ------- | -------------------------------- | ------------------------ |
| Linné   | Classe Pentandria, ordem Digynia | Species plantarum (1753) |